# Station Wellendorf (Kr Osnabrück)
Station Wellendorf (Bahnhof Wellendorf) is een spoorwegstation in de Duitse plaats Wellendorf, in de deelstaat Nedersaksen. Het station ligt aan de spoorlijn Brackwede - Osnabrück. Het station telt twee perronsporen.
Op het station stoppen alleen treinen van de NordWestBahn. Het station en de spoorlijn is niet in beheer bij DB Station&Service AG, maar in beheer bij de VLO (Verkehrsgesellschaft Landkreis Osnabrück). Hierdoor is het station niet gecategoriseerd. 

## Treinverbindingen
De volgende treinserie doet station Wellendorf aan:
| Serie | Treinsoort                  | Route                                                                     | Bijzonderheden                                      |
| ----- | --------------------------- | ------------------------------------------------------------------------- | --------------------------------------------------- |
| RB 75 | Regionalbahn (NordWestBahn) | Bielefeld Hbf – Halle (Westf) – Wellendorf (Kr Osnabrück) – Osnabrück Hbf | Haller Willem 2x per uur, 1x per uur in het weekend |